# Brandon Scherff
(en) Statistiques sur pro-football-reference
Brandon Scherff, né le 26 décembre 1991 à Denison, est un joueur américain de football américain qui évolue au poste d'offensive guard. Il joue pour la franchise des Commanders de Washington dans la National Football League (NFL). Il est souvent considéré comme un des meilleurs joueurs à sa position de la NFL,,.

## Biographie

### Carrière universitaire
Étudiant à l'Université de l'Iowa, il a joué pour les Hawkeyes de l'Iowa de 2010 à 2014. Il remporte à sa dernière année universitaire le trophée Outland remis au meilleur joueur de ligne intérieure.

### Carrière professionnelle
Il est sélectionné à la 5e place de la draft 2015 de la National Football League par les Redskins de Washington. Le 12 mai 2015, il signe un contrat de 4 ans et d'un montant de 21,21 millions de dollars garantis avec les Redskins. Il joue son premier match dans la NFL dans l'ouverture de la saison 2015 dans une défaite 17 à 10 contre les Dolphins de Miami. 
Il est sélectionné pour son premier Pro Bowl en carrière pour la saison 2016. Il reçoit une nouvelle sélection pour le Pro Bowl la saison suivante. Il reçoit une troisième sélection au Pro Bowl en carrière en 2019.
Devenu agent libre le 16 mars 2022, il signe un contrat de 3 ans pour un montant de 49,5 millions de dollars avec les Jaguars de Jacksonville.